# Plebicula altivolans
Plebicula altivolans är en fjärilsart som beskrevs av Ruggero Verity 1920. Plebicula altivolans ingår i släktet Plebicula och familjen juvelvingar. Inga underarter finns listade i Catalogue of Life.